# Морозов-Поплевин, Иван Григорьевич
Иван Григорьевич Морозов-Поплевин (ум. 1554) — русский государственный и военный деятель, сын боярский и голова, затем окольничий, боярин и воевода, старший сын боярина Григория Васильевича Морозова-Поплевы от брака с некой Марией. Младшие братья — Василий, Яков, Григорий и Роман Григорьевич Морозовы-Поплевины.

## Служба при Иване III Васильевиче
В январе 1495 года Иван Григорьевич Морозов-Поплевин в чине стольника сопровождал великую княгиню Елену Ивановну в Великое княжество Литовское, а в конце того же года упоминается в свите великого князя московского Ивана III Васильевича в его поездке в Великий Новгород.
В мае 1501 года назначен командовать полком левой руки, готовившемуся в Великих Луках к походу на литовские пограничные владения.

## Служба при Василии III Ивановиче
Впервые упоминается в чине окольничего в сентябре 1507 года, когда отправился с дипломатической миссией в Казань, из которой возвратился в Москву в январе 1508 года.
В сентябре 1509 года Иван Григорьевич Морозов среди других окольничих сопровождал великого князя московского Василия III Ивановича в Великий Новгород и Псков. Зимой в начале 1512 года он снова был отправлен в Казань, чтобы взять у хана шерсть на верность великому князю московскому. В ноябре того же 1512 года, во время первого Смоленского похода, в рати воеводы князя Василия Васильевича Немого Шуйского, направленной из Новгорода в «Холмский городок» водил передовой полк. В августе 1513 года во время второго Смоленского похода И. Г. Морозов-Поплевин в той же рати водило из Великих Лук на Полоцк полк правой руки. Позднее был вторым воеводой большого полка при князе В. В. Немом Шуйском. В мае 1514 года Иван Григорьевич Морозов назначен вторым наместником в Великий Новгород, где служил по сентябрь 1516 года.
Летом 1514 года Иван Григорьевич Морозов-Поплевин ходил вместе с князем Василием Васильевичем Шуйским из Новгорода в Великие Луки, будучи вторым воеводой большого полка. В том же 1514 году, будучи новгородским наместником, участвовал в составлении мирного договора с ганзейскими городами. В 1516 году командовал передовым полком в рати боярина и воеводы князя Александра Владимировича Ростовского, которая готовилась выступить из Великих Лук в поход на Литву.
В 1519 году находился на воеводстве в Серпухове. В боярском приговоре от февраля 1520 года, будучи окольничим, он назван пятым по счету. Весной 1520 года должен был идти вместе с воеводой князем Михаилом Даниловичем Щенятевым в поход на Литву, но этот поход не состоялся.
В июне 1521 года Иван Григорьевич Морозов-Поплевин был третьим воеводой в Серпухове, «как царь крымской Магмед-Кирей, Минли-Гиреев сын, реку Оку перелез». Ему пришлось вместе с другими московскими воеводами отвечать за прорыв татарской орды во внутренние уезды Русского государства, и в январе 1522 года вместе с другими воеводами попал в опалу. Видимо, она была скоротечной, поскольку уже в августе 1523 года великий князь московский поручил приём литовского гонца «Ивана Поплевину…с товарищи», то есть как будто И. Г. Морозов считался главой Боярской думы или её комиссии.
Зимой 1526/1527 года Иван Григорьевич Морозов-Поплевин продал князю Михаилу Львовичу Глинскому-Дородному село Звягино Московского уезда. В феврале 1527 года он вместе с другими представителями московской знати принес присягу за верность Михаила Львовича Глинского великому князю. В 1523/1524, 1525/1526 и 1528/1529 годах покупал земли в Московском и Костромском уездах. В августе 1527 года И. Г. Морозов поминается впервые как боярин и муромский наместник, судивший поземельные споры. Зимой 1527/1528 года — второй воевода в Костроме (после М. Д. Щенятева).
В 1533 году он присутствовал на свадьбе удельного князя Андрея Ивановича Старицкого с княжной Ефросиньей Андреевной Хованской: «на окольничем месте сидел». В том же году участвовал в заседании Боярской думы у постели смертельно больного Василия III Ивановича.

## Служба при Иване Васильевиче Грозном
В 1534 году — пятый воевода в Боровске, и «июля… 22 день по смоленским вестем, что королевич (Сигизмунд Август) из Менска вышел со многими людми, а хочет быти к Смоленску, и князь великий по тем вестем велел быти в Вязьме… из Боровска боярину Ивану Григорьевичу Морозову».
В июле 1537 года — третий воевода во Владимире у боярина князя Дмитрия Фёдоровича Бельского, а затем переведен в Кострому вторым воеводой к боярину князю И. А. Ростовскому. В октябре того же года был вторично отправлен на наместничество в Великий Новгород.
Летом 1547 года боярин Иван Григорьевич Морозов-Поплевин был оставлен в Москве руководить Думой во время царского похода против крымских татар к Коломне. В сентябре 1548 года упоминается в чине свадьбы удельного князя Юрия Васильевича Углицкого с княжной Ульяной Дмитриевной Палецкой: дружка со стороны жениха. Зимой 1547/1548 года, когда царь Иван Грозный выступил из столицы к Нижнему Новгороду в поход против казанских татар, боярин Иван Григорьевич Морозов также оставался в Москве и возглавлял Боярскую думу.
В 1554 году боярин и воевода Иван Григорьевич Морозов скончался, оставив после себя единственного сына — Семёна. Согласно вкладовой книги Чудова монастыря, А. Д. Ховрина дала «по своем муже» две книги в этот монастырь.

## Семья
Боярин Иван Григорьевич Морозов-Поплевин был женат на Аграфене, дочери казначея, дипломата и боярина Дмитрия Владимировича Ховрина. Дети: Семён Иванович Морозов-Поплевин (ум. 1556), окольничий.